# Helios Klinik Cuxhaven

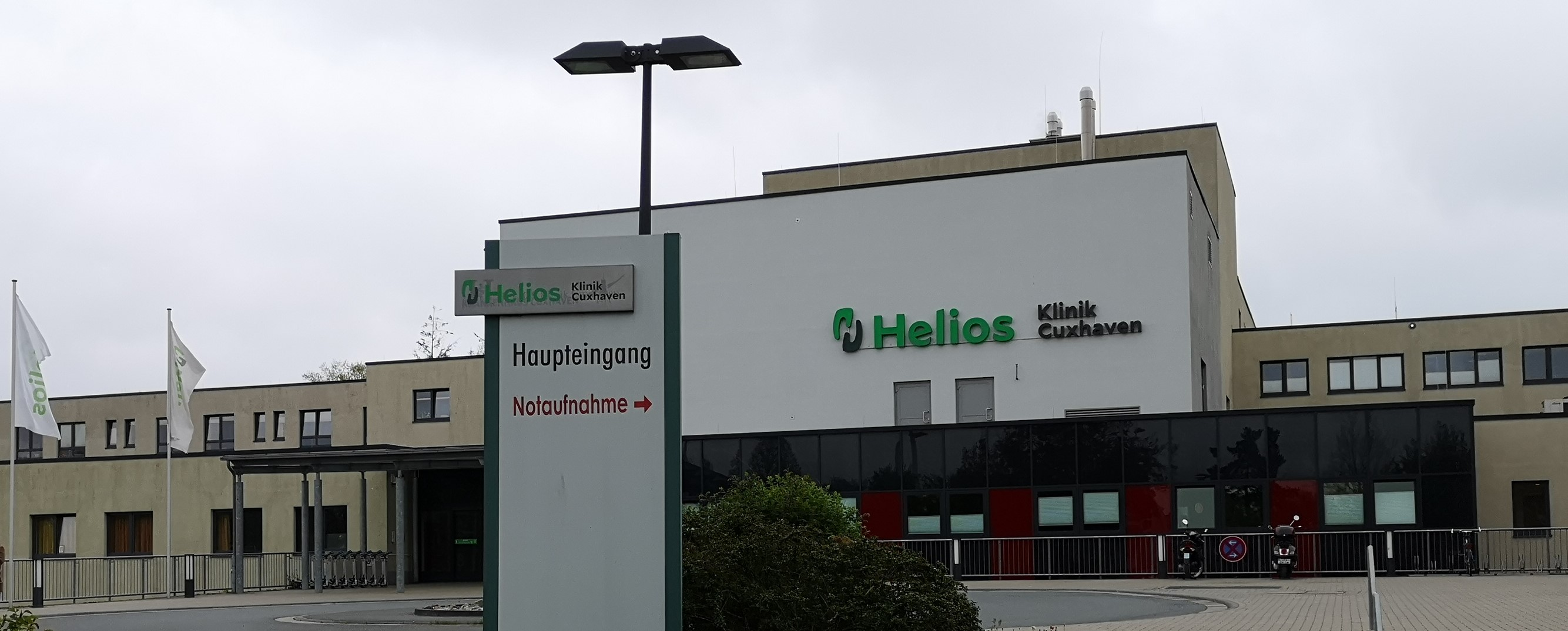
Haupteingang Krankenhaus Cuxhaven

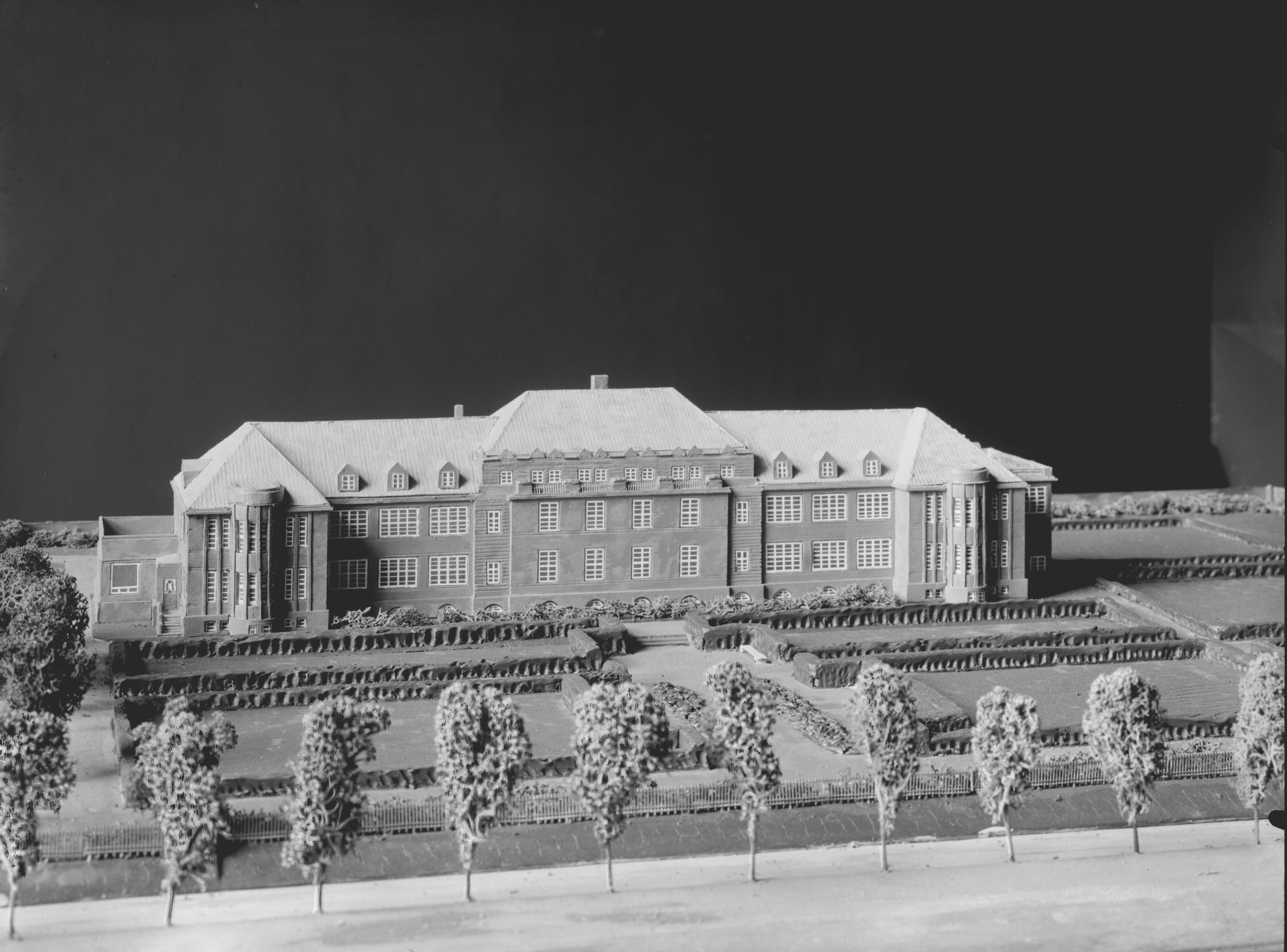
Krankenhaus, Modell des Architekten

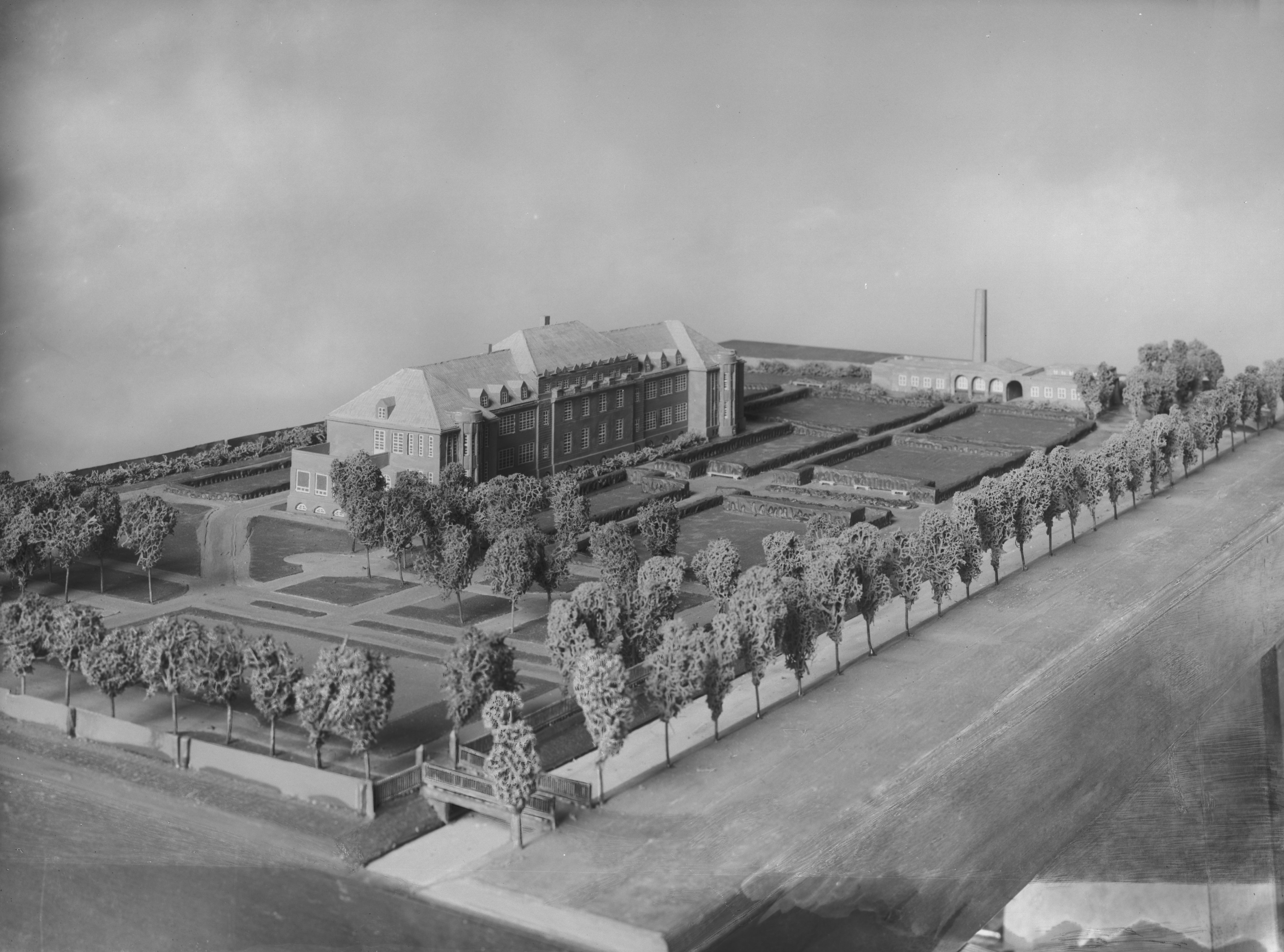
Krankenhausareal, Modell des Architekten

Die Helios Klinik Cuxhaven in der Altenwalder Chaussee 10–12 Cuxhaven dient der Grund- und Regelversorgung für Menschen aus dem Landkreis Cuxhaven und Helgoland. Seit 2014 ist das ehemalige Stadtkrankenhaus als Helios Klinik Cuxhaven mit 191 Planbetten Teil der Helios Kliniken GmbH. Das Gebäude steht unter niedersächsischem Denkmalschutz und ist in der Liste der Baudenkmale in Cuxhaven enthalten.
Neben der regulären medizinischen Versorgung ist die Klinik auch historisch bedeutsam für die maritime Medizin. 1931 wurde hier der Telemedical Maritime Assistance Service (TMAS) gegründet, ein medizinischer Beratungsdienst für Seefahrer, der in Notfällen telemedizinische Unterstützung bietet. Dieses sogenannte Medico-Gespräch stellt eine wesentliche Säule der heutigen maritimen Medizin dar und wird weiterhin durch die Klinik gewährleistet.

## Geschichte
Nachdem seit 1878 am Döser Seedeich Kranke behandelt wurde, wurde 1902 ein Neubau an der Altenwalder Chaussee beschlossen. Am 20. September 1904 ging das Staatskrankenhaus in Betrieb und konnte 40 Patienten aufnehmen. Zwei Baracken wurden zur Erweiterung errichtet, waren aber bald sanierungsbedürftig.
Der Hamburger Senat veranlasste 1925 deshalb den Bau eines Krankenhauses mit 141 Betten. Das zweigeschossige verklinkerte Gebäude von 1927 mit Walmdächern, zwei kleinen angedeuteten Seitenflügeln, einem Sockelgeschoss und dem breiten dreigeschossigen Mittelrisalit wurde im Stil der Reformarchitektur und schon des Neuen Bauens nach Plänen des Hamburger Oberbaudirektors Fritz Schumacher gebaut. Heute dient es als Medizinisches Versorgungszentrum. Nach der Hamburger Zeit übernahm 1937 die Stadt Cuxhaven das Krankenhaus und pachtete 1948 das ehemalige Marinelazarett (später Stadtarchiv) vom Land an.
Der Neubau des Krankenhauses vom März 1964 war ein siebengeschossiges gelb verklinkertes Bettenhaus mit 12 Stationen und 397 Betten. Im umgebauten Altbau verblieb die gynäkologische Station mit 40 Betten und den Kreißsälen. Tradition hat in Cuxhaven die funkärztliche Beratung von Seeleuten in aller Welt, die unter dem Namen Medico noch besteht. Das Krankenhaus wurde 2004 privatisiert (Rhön-Kliniken AG). 2009 wurde der Neubau in Betrieb genommen.
Die Helios Klinik Cuxhaven der Helios Kliniken GmbH (Berlin) ist seit 2014 in dem Krankenhauskomplex mit 10 Fachabteilungen, 191 Betten sowie über 10.000 stationären und um 25.000 ambulanten Fällen (2019).
Von Fritz Schumacher stammen in Cuxhaven noch das Lyzeum von 1929, heute das Lichtenberg-Gymnasium Cuxhaven Schulstraße 18, und ein Erweiterungsbau des Amandus-Abendroth-Gymnasiums.